# Gudrun Velisek
Gudrun Velisek (* 25. Juli 1941 in Klagenfurt) ist eine österreichische Schauspielerin.

## Leben
Velisek begann ihre Theaterkarriere als „Einspringerin“ bei den Friesacher Burghofspielen und erhielt ihre Schauspielausbildung am Mozarteum in Salzburg. Ihr erstes Engagement hatte sie am Theater Bonn, weitere folgten in Graz, Klagenfurt und am Theater in der Josefstadt in Wien. Dazu kamen Rundfunk-Moderationen, Hörspielaufnahmen sowie einige Rollen in Fernsehfilmen und -serien.

## Filmografie
- 1972: Komödie der Eitelkeit
- 1974: Zwei im siebenten Himmel
- 1974: Auf der Alm da gibt’s koa Sünd
- 1978: Popcorn und Himbeereis
- 1979: Augenblicke – 4 Szenen mit Paula Wessely
- 1982: Alfred auf Reisen (Serie, eine Folge)
- 1983: Sunshine Reggae auf Ibiza
- 1983: Der gute Engel (Miniserie, eine Folge)
- 1984: Zwei Nasen tanken Super
- 1984: Tatort: Der Mann mit den Rosen
- 1985: Herzklopfen
- 1985: Wind von Südost
- 1985–1986: Die liebe Familie (Serie, zwei Folgen)
- 1987: Minna von Barnhelm
- 1989: Tatort: Geld für den Griechen
- 1989: Heiteres Bezirksgericht (Serie, eine Folge)
- 1990: Mit besten Empfehlungen
- 1991: Hier kocht der Chef
- 1990–1993: Ein Schloß am Wörthersee (Serie, sieben Folgen)
- 1993: Hochwürden erbt das Paradies
- 1993: Tierärztin Christine
- 1994: Drei zum Verlieben
- 1994: Pension Schöller
- 1995: Ein Richter zum Küssen
- 1995: Kommissar Rex (Serie, eine Folge)
- 1996: Schlosshotel Orth (Serie, eine Folge)
- 1996: Hochwürdens Ärger mit dem Paradies
- 1996: Die Nachbarn (Serie, eine Folge)
- 1997: Die Superbullen
- 1997: Sans cérémonie
- 1999: Die blaue Kanone
- 2000: Hart im Nehmen
- 2002: Hochwürden wird Papa
- 2003: Alles Glück dieser Erde
- 2003: Frühere Verhältnisse
- 2006: Agathe kann’s nicht lassen (Serie, eine Folge)
- 2006–2008: Der Arzt vom Wörthersee (Serie, vier Folgen)